# Rudpol-opa Ruda Śląska
Rudpol-opa Ruda Śląska − przedsiębiorstwo transportowe z Rudy Śląskiej zajmujące się przewozem osób. Do końca stycznia 2019r. wykonywała usługi przewozowe dla KZK GOP (od 1.01 do 31.01.2019r. dla Zarządu Transportu Metropolitalnego). Firma posiada jedną zajezdnię w ruchu liniowym. Znajduje się ona w Rudzie Śląskiej przy ulicy Szyb Walenty 50. Obecnie wykonuje przewozy personalne dla KWK Bielszowice, okazjonalnie do zakładu Mid Ocean w Rudzie Śląskiej. 
Wcześniej przez krótki czas obsługiwał linie 98, 144, 147, 154, 155, 230, 255, 908 (obecnie 908N), 982 oraz zastępczą komunikację autobusową za tramwaj nr 9, a także przewozy na bezpłatnych liniach A i B w Dni Rudy Śląskiej 2015, 2016, 2017. W 2012 Rudpol testował Autosana Sancity 12 na linii 144 oraz autobus marki AMZ City Smile CS12LF na linii 154. Przez pewien czas na linii 154 w całości zlecał podwykonawstwo firmie ASKA z Żor, a zdarzało się też tak, że okazjonalnie zlecał także przewozy linii 155 firmie Pawelec z Biechowa. Obecnie autobusy Przedsiębiorstwa można spotkać na linii zastępczej Komunikacji Autobusowej Kolei Śląskich (trasa: Mikołów - Leszczyny - Mikołów). Na linii nr 230 (ZTM) pojawia się Solaris Urbino (05) jako pojazd rezerwowy.

## Tabor
| Typ autobusu                      | Rok produkcji                     | Numer taborowy                    | Liczba egzemplarzy |
| --------------------------------- | --------------------------------- | --------------------------------- | ------------------ |
| MAN NL 313-15                     | 2003                              | 32                                | 1                  |
| Solaris Urbino 12                 | 2007/2012                         | 05, 08                            | 2                  |
| Wszystkie pojazdy                 | Wszystkie pojazdy                 | Wszystkie pojazdy                 | 3                  |
| Udział autobusów niskopodłogowych | Udział autobusów niskopodłogowych | Udział autobusów niskopodłogowych | 100%               |